# Hockeyallsvenskan
Hockeyallsvenskan este competiția secundă a hochei pe gheață din Suedia.